# Organisation Todt

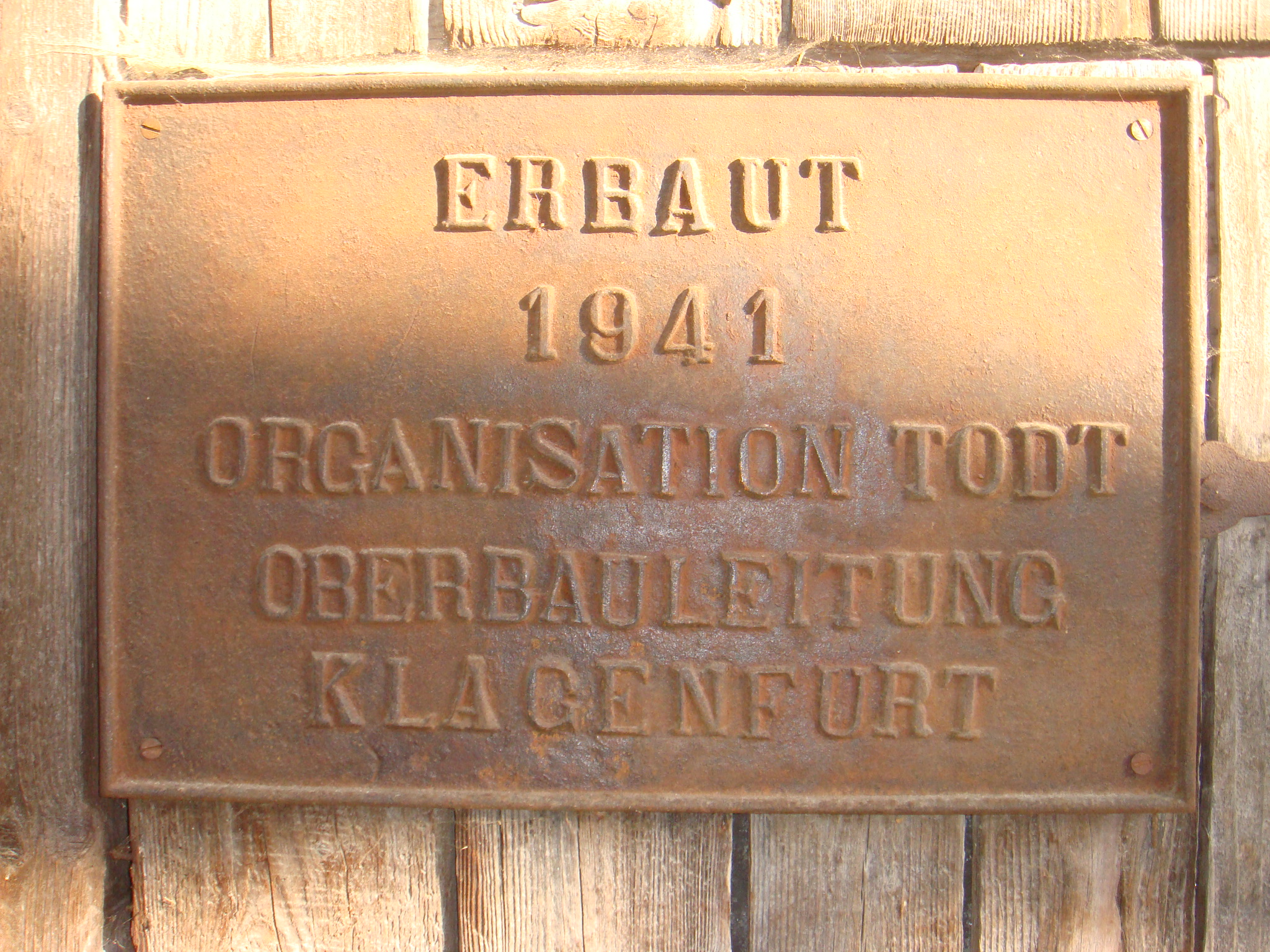
Tafel an einer Zwangsarbeiterbaracke im slowenischen Kranjska Gora

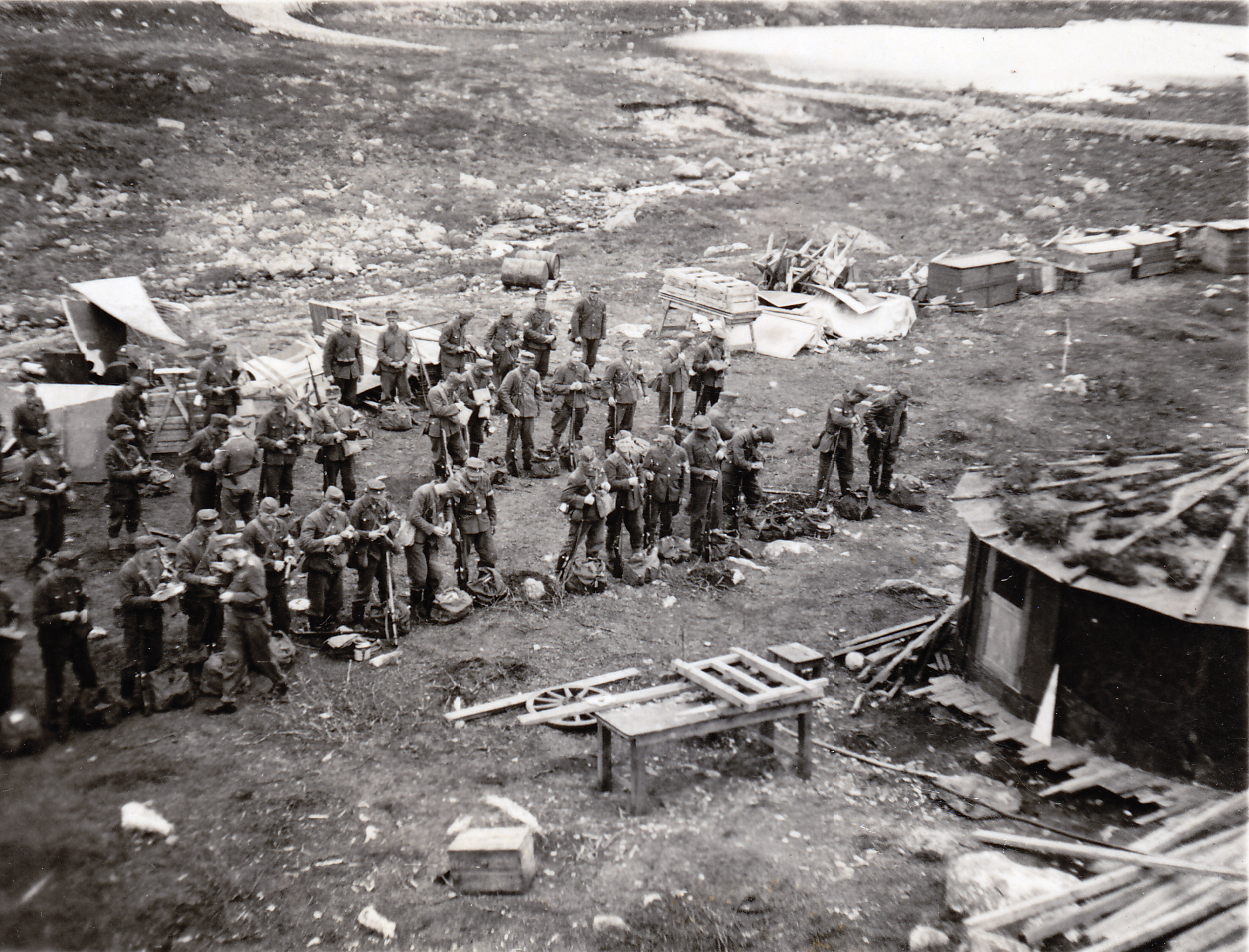
Mitarbeiter der OT in Finnland 1943

Die Organisation Todt (OT) war eine paramilitärische Bautruppe im NS-Staat, die den Namen ihres Führers Fritz Todt (1891–1942) trug. Die 1938 gegründete Organisation unterstand ab März 1940 diesem auch als Reichsminister für Bewaffnung und Munition (RMfBM sowie dem Nachfolgeministerium unter Albert Speer). Sie wurde nach Beginn des Zweiten Weltkrieges vor allem für Baumaßnahmen in den von Deutschland besetzten Gebieten eingesetzt. Bekannt wurde sie durch den Ausbau des Westwalls, den Bau der U-Bootstützpunkte an der französischen Küste sowie des „Atlantikwalls“ (verbunkerte Artillerie- und Verteidigungsstellungen). Ab 1943 baute sie die Abschussrampen der V1- und V2-Raketen. Im Sommer 1943 folgte im Reichsgebiet der Ausbau von Luftschutzanlagen für die Zivilbevölkerung (Erweitertes LS-Führerprogramm) und die Untertageverlagerung von Industriebetrieben. In der Organisation kamen seit Kriegsbeginn vielfach Zwangsarbeiter, Kriegsgefangene und KZ-Häftlinge zum Einsatz.

## Aufgaben und Organisation

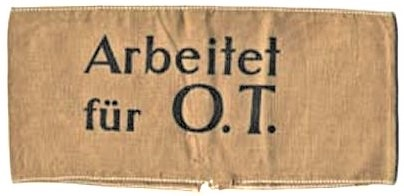
Armbinde für OT-Arbeiter

Die Organisation Todt diente der baulichen Realisierung von Schutz- und Rüstungsprojekten. Sie wurde als Bauorganisation für militärische Anlagen geschaffen, die sowohl in Deutschland als auch in den von deutschen Truppen besetzten Gebieten kriegswichtige Bauvorhaben durchführte. Die OT war straff hierarchisch organisiert und ihre Angehörigen waren uniformiert.

## Entstehung und weitere Entwicklung
Die Organisation Todt (Kurzzeichen OT) geht auf einen Auftrag Adolf Hitlers an Fritz Todt zurück. Dieser wurde am 28. Mai 1938 angewiesen, gegenüber der französischen Maginotlinie eine deutsche Festungslinie zu errichten, den Westwall. Als Fertigstellungstermin für die veranschlagten 5000 Betonwerke wurde der 1. Oktober 1938 anberaumt. Die kurzfristige Terminierung ist auf Hitlers Angriffspläne gegen die Tschechoslowakei zurückzuführen. Durch die Verteidigungslinie sollte Frankreich von einem erwarteten Gegenschlag abgehalten werden. Am 14. Juni 1938 bekam Todt von Hitler die Vollmacht, nach eigenem Ermessen Materialien und Arbeiter für das Bauvorhaben zu requirieren.

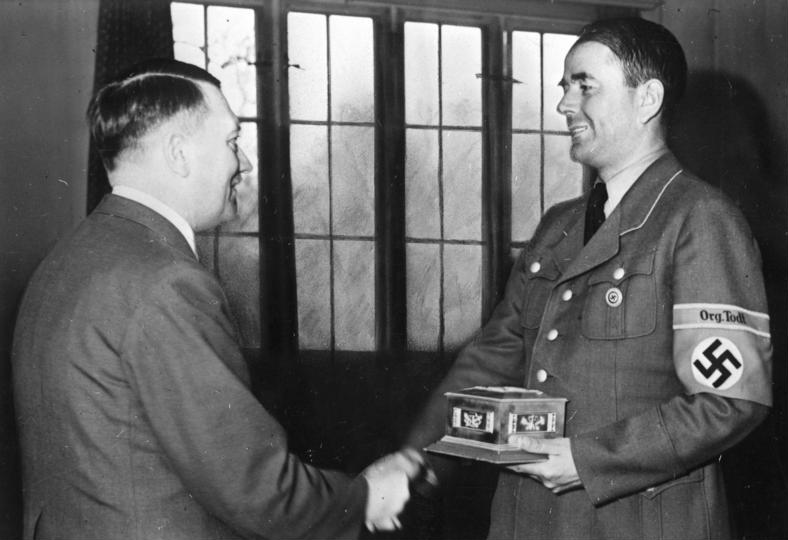
1943 wurde Todts Nachfolger Speer von Hitler mit dem „Fritz-Todt-Ring“ bedacht.

Im privaten Raum sprach Hitler, erfreut über das rasche Anlaufen der Bauarbeiten zum Westwall, erstmals gegenüber General Otto-Wilhelm Förster von der Organisation Todt. Öffentlich wurde der Name während des Reichsparteitages im September 1938 eingeführt. Er blieb auch nach dem Tode Todts unter seinem Nachfolger Albert Speer bis zum Ende des Krieges erhalten.
Nach Ernennung Todts zum Reichsminister für Bewaffnung und Munition im Jahre 1940 erhielt die OT als zentrale Verwaltungsstelle eine Amtsgruppe im neuen Ministerium. Als Todt bei einem Flugzeugabsturz unter ungeklärten Umständen am 8. Februar 1942 ums Leben kam, wurde Albert Speer zu seinem Nachfolger im Ministerium und neuen Führer der OT ernannt. Stellvertreter Speers in der OT wurde Ministerialrat Franz Xaver Dorsch, seit 1941 Chef der Zentrale der OT in Berlin.

## Erstes Bauprojekt Westwall

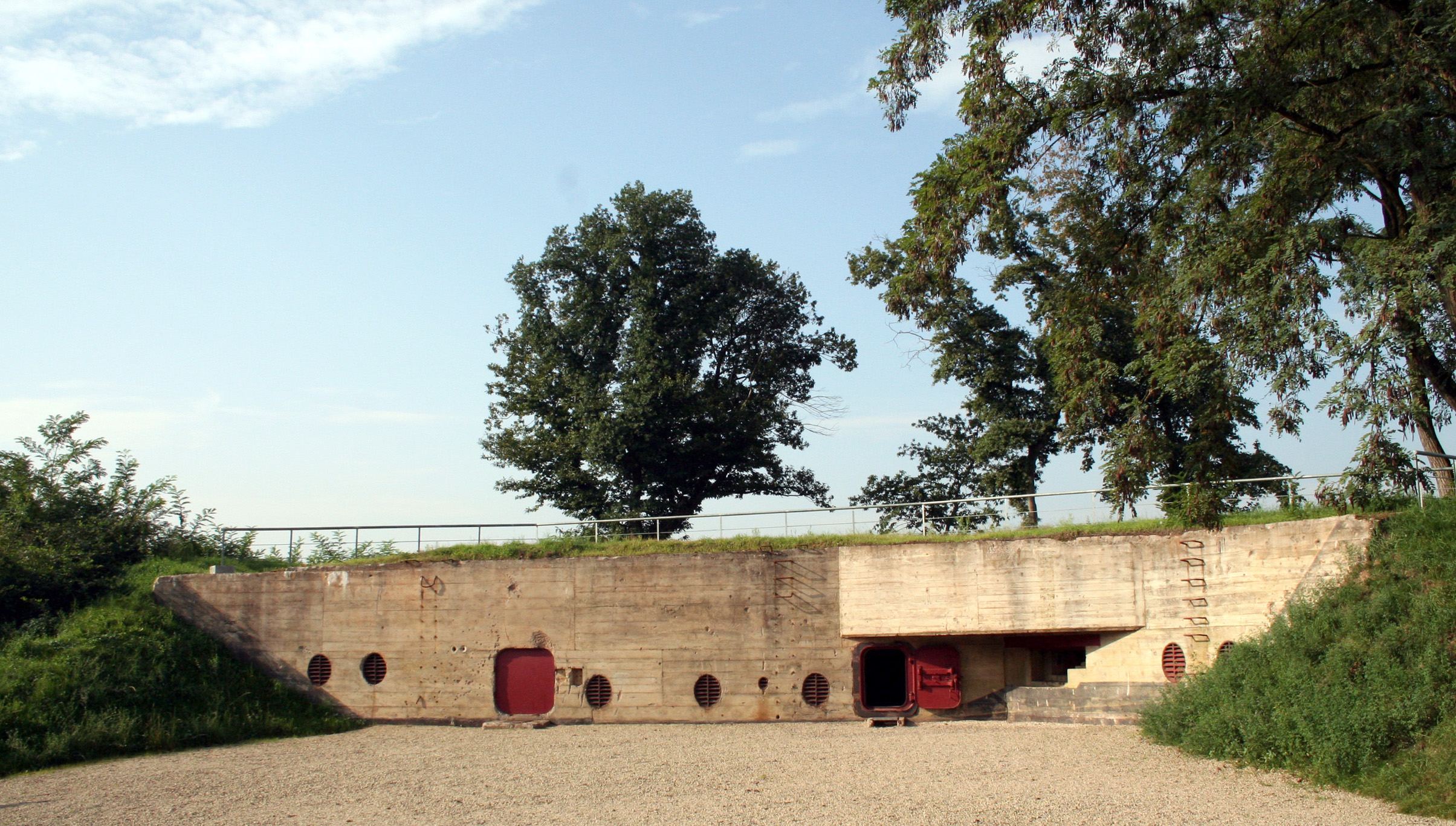
Bunker im Westwall

Das wohl bekannteste Bauprojekt war der Westwall. Mit Beginn zu seinen Bauarbeiten gelang es Todt und seinem Verwaltungsstab, bis Ende September 1938 mehr als 241.000 Mann zum Einsatz zu bringen. Der Westwall bildete entlang der deutsch-französischen Grenze ein hunderte Kilometer langes befestigtes Sperrwerk. Auf dem Höhepunkt der Bauarbeiten waren es 430.000 Mann. Zusätzlich eingebunden waren 300 Abteilungen des Reichsarbeitsdienstes. Bis zu 51 % der Gesamtzementproduktion des Reiches wurden über diesen angeliefert, täglich wurden 45.000 Kubikmeter Stahlbeton verarbeitet. Die Reichsbahn hatte 9000 Waggons für Baustofftransporte freigestellt, die Anzahl benötigter Lastwagen lag bei 16.000, und ein Drittel der Rheinflotte wurde zum Materialtransport genutzt. Für den täglichen Transport der Arbeiter wurden 4100 Busse eingesetzt. Für die durch die Deutsche Arbeitsfront betreuten Arbeiter waren die Bedingungen hart, die tägliche Arbeitszeit betrug 13 Stunden und die Unterbringung erfolgte in Massenquartieren. Die Entlohnung mit bis zu 90 RM war dagegen gut.

## Weitere Bauprojekte
Eine der ersten Maßnahmen der OT war der Bau der Hunsrückhöhenstraße. In den 1940er Jahren errichtete die OT den Atlantikwall, die Führerhauptquartiere Wolfsschanze und Werwolf sowie zahlreiche Straßen, Bunker, Eisenbahnlinien und Flugplätze im Reichsgebiet, im Frontbereich in den besetzten Gebieten und dem neutralen Spanien Casa Winter. Dazu gehörten auch Projekte im besetzten Jugoslawien, die von Klagenfurt aus gesteuert wurden. Die Organisation Todt realisierte mit Friedrich Tamms als Planer in den Städten Berlin, Hamburg und Wien insgesamt acht Flakturm-Paare, die mit Flugabwehrkanonen (Flak) bestückt waren.
Nach der Besetzung Norwegens wurde ab 1940 von der OT der Bau der Nordlandsbane sowie der Polarbahn fortgeführt; letztere blieb unvollendet.

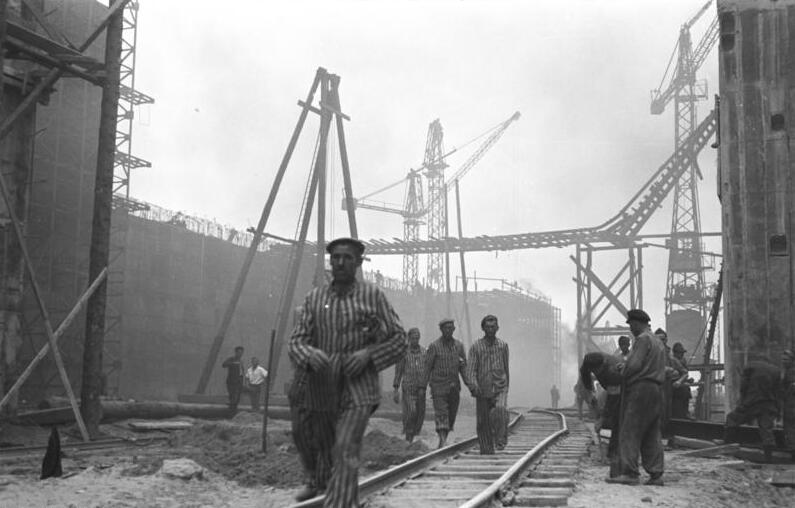
Häftlinge beim Bau des U-Boot-Bunkers Valentin in Bremen-Rekum, 1944

Im Bereich der ab dem 22. Juni 1941 besetzten sowjetischen Gebiete operierten drei OT-„Einsatzgruppen“ (nicht zu verwechseln mit den SS-Einsatzgruppen) in den Abschnitten Nord, Mitte und Süd. Hier sollten hauptsächlich große Durchgangsstraßen, abgekürzt DG und versehen mit jeweils einer römischen Ordnungszahl gebaut werden. Die OT Einsatzgruppe Mitte (Hauptquartier Smolensk) betrieb 1942 den Bau der Durchgangsstraßen VII, VIII und IX. Es gab jeweils einen Linienchef, verantwortlich für die DG VII in Bobruisk, für DG VIII in Smolensk und für DG IX in Witebsk. Hierbei wurden wie bereits im besetzten Polen große Zahlen an Zwangsarbeitern aus der jüdischen Bevölkerung eingesetzt. Auch am Bau der berüchtigten Durchgangsstraße IV (häufig als Rollbahn Süd oder Straße der SS bezeichnet) von Berlin nach Stalino (heute Donezk) war die OT beteiligt.
Auch die riesigen U-Boot-Bunker-Anlagen entlang der Atlantikküste wurden ab 1940 von Arbeitern und Zwangsarbeitern, die von der OT organisiert wurden, errichtet (Fertigstellung zum Teil 1942). Des Weiteren baute sie im Sommer 1943 die im Mai desselben Jahres durch einen britischen Bombenangriff zerstörte Möhnetalsperre und Edertalsperre wieder auf. Im Jahr 1944 übernahm die OT die Bauleitung für das Projekt Riese in Niederschlesien und 1944/45 für die Gotenstellung im Nordostitalien.
Erweiterung der Straßenbahn Royan

## Personal
Die Arbeiter der Organisation Todt, soweit sie nicht Zwangsarbeiter, Kriegsgefangene oder KZ-Häftlinge waren, trugen olivgrüne Uniformen, teilweise mit einer Hakenkreuzarmbinde.

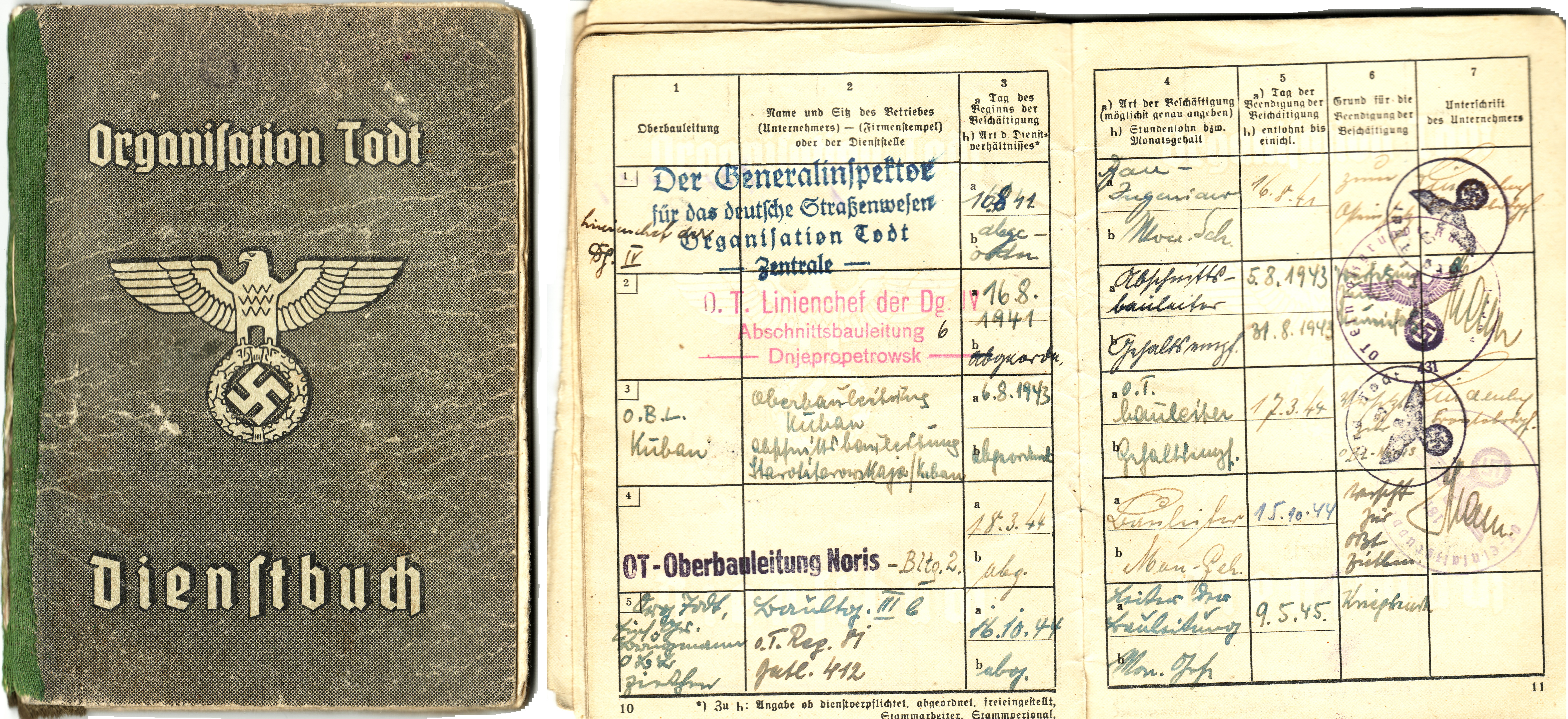
Dienstbuch eines Bauingenieurs mit Auszug aus den Einsatzstellen in der Einsatzgruppe „Rußland-Süd“

Der Einsatz der Organisation Todt basierte auf freiwilligen Hilfskräften aus den westeuropäischen Ländern sowie ab 1942 vermehrt auf Zwangsarbeitern und Kriegsgefangenen, die sich teilweise pro forma „freiwillig“ dazu melden mussten. Ab 1943/1944 erfolgte zunehmend auch der Einsatz von KZ-Häftlingen, Häftlingen aus Arbeitserziehungs- und anderen Gefangenenlagern des NS-Regimes. Die Zuständigkeiten für Bereitstellung, Verpflegung und Bewachung konnten dabei unterschiedlich geregelt werden. Der SS konnten dadurch staatliche Mittel für die von ihr „vermieteten“ KZ-Häftlinge zufließen.

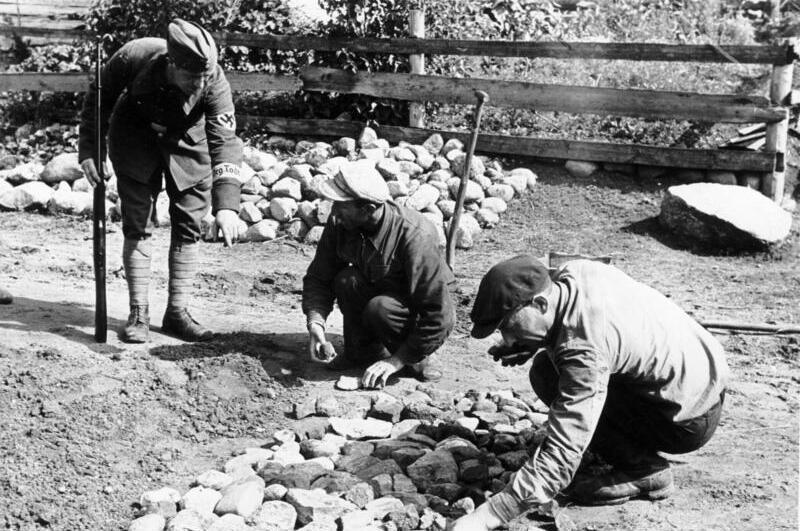
Bewaffneter der Organisation Todt beaufsichtigt zwei Juden beim Straßenbau in der Sowjetunion, 1941

Nachdem die Anzahl deutscher Bauarbeiter und Ingenieure abnahm, kamen immer mehr KZ-Häftlinge, Häftlinge aus Arbeitserziehungs- und Polizeilagern und andere Gefangene des NS-Regimes zum Einsatz. Ab Herbst 1944 wurden 10.000–20.000 sogenannte „Halbjuden“ und Personen, die mit Juden verheiratet waren, in Spezialabteilungen zwangsrekrutiert oder im Zuge der sogenannten „Mischlingsaktion“ vom 19. September 1944 verhaftet und in OT-Lager verbracht. Diese wurden als „Sonderdienstverpflichtete“ im Sonderkommando J zusammengefasst.
Die Organisation Todt verfügte gegen Ende 1944 über 1.360.000 Arbeitskräfte, davon waren nur noch 14.000 „wehruntaugliche“ Deutsche. Die restlichen Arbeitskräfte waren mehrheitlich Zwangsarbeiter, Kriegsgefangene und 22.000 KZ-Häftlinge. Nach dem Kriegsende wurde im Nürnberger Prozess gegen die Hauptkriegsverbrecher den Angeklagten Wilhelm Keitel, Fritz Sauckel und Albert Speer nachgewiesen, den völkerrechtswidrigen Einsatz ausländischer Zivilisten und Kriegsgefangenen zur Zwangsarbeit unter unmenschlichen Bedingungen bei militärischen Infrastrukturmaßnahmen der OT wie dem Atlantikwall geplant und umgesetzt zu haben.

### Dienstgrade und Rangabzeichen

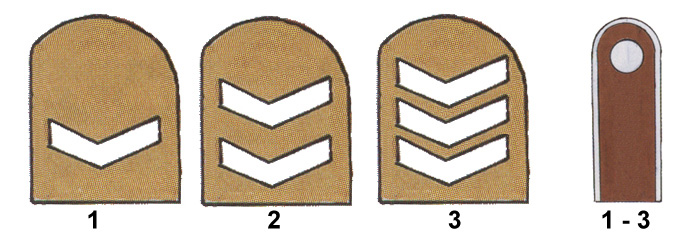
Schulterklappen (Mannschaften): Vorarbeiter (1), Meister (2), Obermeister (3)

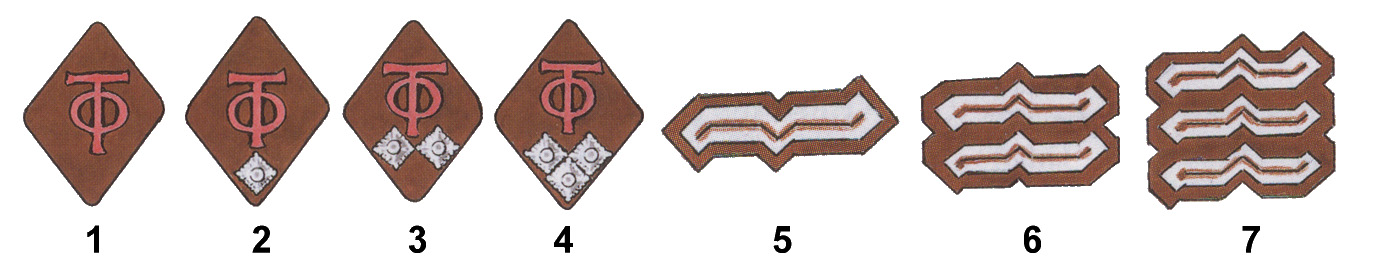
Kragenspiegel (ab 1943): Mannschaften (1), Truppführer (2), Obertruppführer (3), Haupttruppführer (4), Frontführer / Bauführer (5), Oberfrontführer / Oberbauführer (6), Hauptfrontführer / Hauptbauführer (7)

Bis zum Jahr 1943 trugen Dienstgrade bis zum Hauptfrontführer / Hauptbauführer Schulterklappen, die mit einer Tätigkeitsfarbe unterlegt waren. So wurden die Farben weiß (Versorgung), blau (Sanitätswesen), schwarz (Bautechnik), grün (Verwaltung) sowie gelb (Nachrichten) unterschieden. Mannschaftsdienstgrade trugen zusätzlich Tressenwinkel am Oberarm. Ab dem Jahr 1943 wurden die Schulterklappen bei allen Dienstgraden durch Kragenspiegel ersetzt.

### Kraftfahrzeug-Wimpel
Angehörige der Organisation Todt führten auch einen Kraftfahrzeugwimpel, der vermutlich bereits im Jahr 1938 angenommen wurde. Er hatte eine Größe von etwa 22 cm × 35 cm und zeigte auf einem braunroten Tuch das Abzeichen der Organisation in goldfarbenen, aufeinandergelegten Buchstaben. Er war an den Längsseiten mit einem schwarzen Streifen versehen.

Wimpel der Organisation Todt
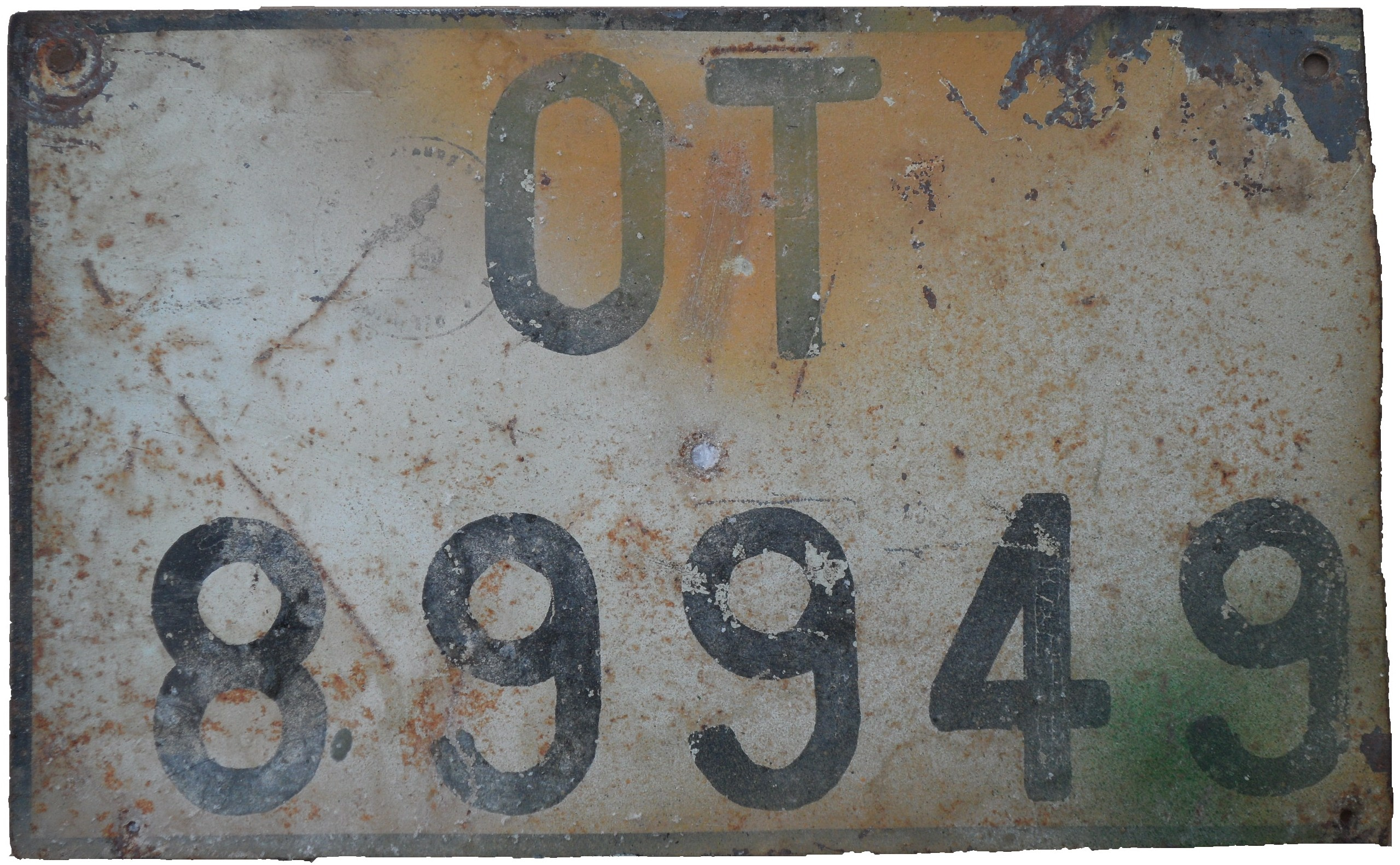
Kfz-Kennzeichen der Organisation Todt

### Gelbe Wehrmachtsarmbinde
Soweit Angehörige der OT an Kampfhandlungen teilnahmen, hatten sie die gelbe Armbinde „Deutsche Wehrmacht“ anzulegen, da Deutschland die Uniform der OT nicht als Kombattantenuniform angezeigt hatte. Wer ohne diese Armbinde an Gefechten teilnahm, lief Gefahr vom Kriegsgegner als Partisan behandelt zu werden.

## Verbot durch den Alliierten Kontrollrat
Mit dem Kontrollratsgesetz Nr. 2 (Auflösung und Liquidierung der Naziorganisationen) vom 10. Oktober 1945 wurde die Organisation Todt durch den Alliierten Kontrollrat verboten und ihr Eigentum beschlagnahmt.

## Kriegsverbrechen und Strafverfolgung
Für die „Vernichtung durch Arbeit“, die Morde an über 10.000 osteuropäischen Zwangsarbeitern und einigen hundert deutschen KZ-Häftlingen, beim Bau der Blutstraße und einer Eisenbahnlinie in Norwegen 1942–1944 wurden mehrere norwegische Kollaborateure und deutsche SS-Männer in den Osloer Landssvik-Prozessen und den Belgrader Kriegsverbrecherprozessen zu Gefängnis und Todesstrafen verurteilt. Der Chef der Einsatzgruppe Wiking, Willi Henne, wurde auf Gesuch der UdSSR ausgeliefert.
Beim Bau der Straße der SS, auch bekannt als Durchgangsstraße IV, kamen nach bisherigem Forschungsstand 20.000 Juden in Galizien als Teil der „Vernichtung durch Arbeit“ um. Bauherr war Himmlers SS, Auftragnehmer die OT und freie Baufirmen. Im ukrainischen Teil der Straße kamen mindestens 25.000 Juden und schätzungsweise 50.000 sowjetische Kriegsgefangene ums Leben. In beiden Fällen handelte es sich um Morde und geplantes Sterben-Lassen.
1960 erschien das Buch Lasst mich Leben (Originaltitel: The grave is in the cherry-orchard) des jüdischen Zwangsarbeiters Arnold Daghani, der beim Bau der Durchgangsstraße IV eingesetzt wurde. Darin nennt Daghani die Namen von verschiedenen Baufirmen, insbesondere Dohrmann, und schildert zahlreiche grausame Morde an Zwangsarbeitern durch OT, Baufirmen, SS und Hilfstruppen. Daraufhin begann ein zwei Jahrzehnte langes Gerichtsverfahren der Staatsanwaltschaften Lübeck und Ludwigsburg gegen die Hauptangeklagten, insbesondere den Einsatzstabsleiter Walther Gieseke. Obwohl 1500 Personen, davon 100 in Israel, befragt wurden, kam es nie zu einer Verurteilung. Daghani nannte den Prozess „merely a farce, a meaningless gesture“.

## Sonstiges
Für die Angehörigen der Organisation wurden im Jahre 1944 zwei Sonderausgaben des Baedeker-Reiseführers verlegt: der OT-Führer West für die besetzten Länder Belgien, Frankreich und Niederlande sowie der OT-Führer Italien.